# Anioły Toruń

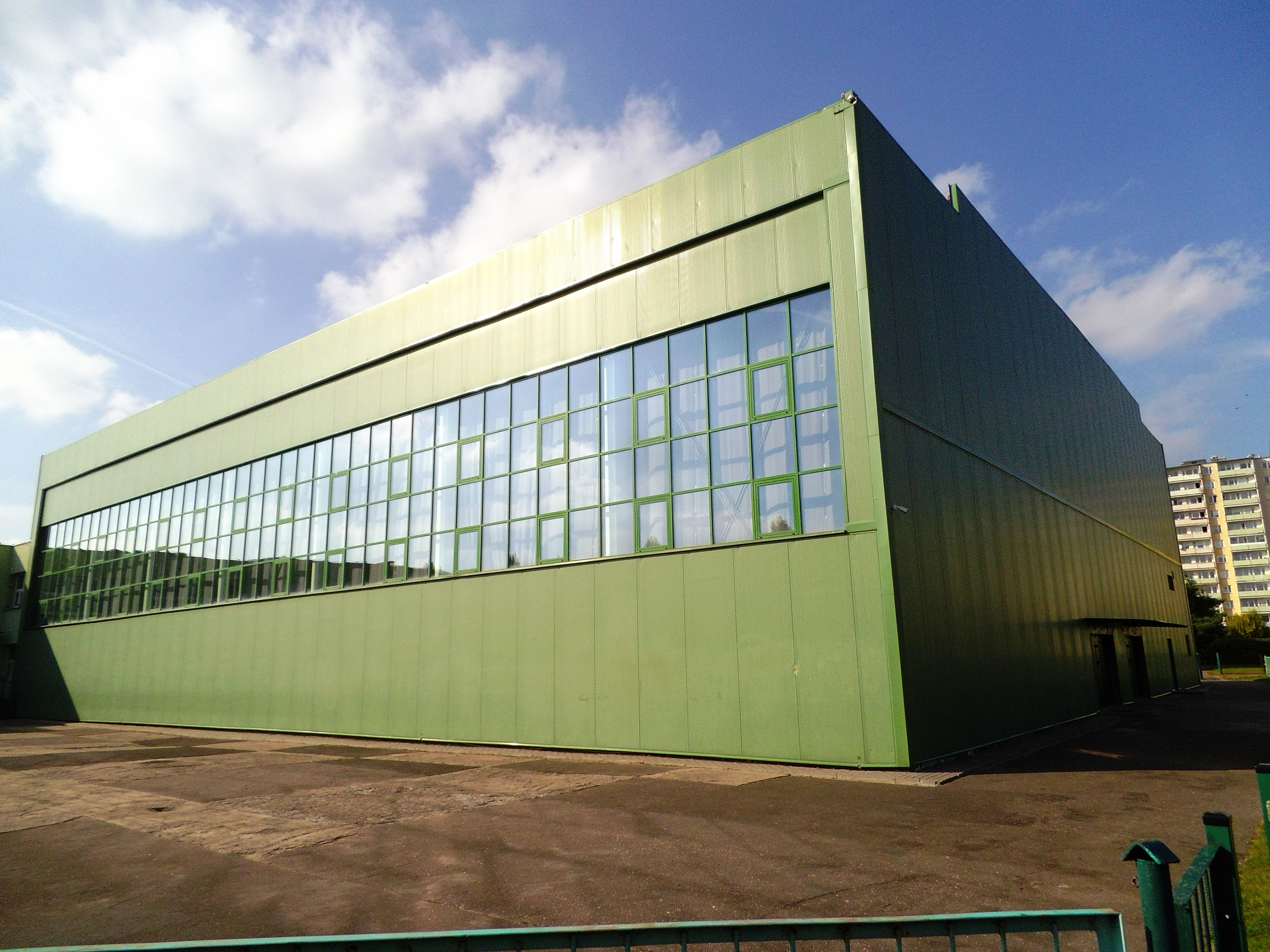
Hala sportowo-widowiskowa SP 28 w Toruniu

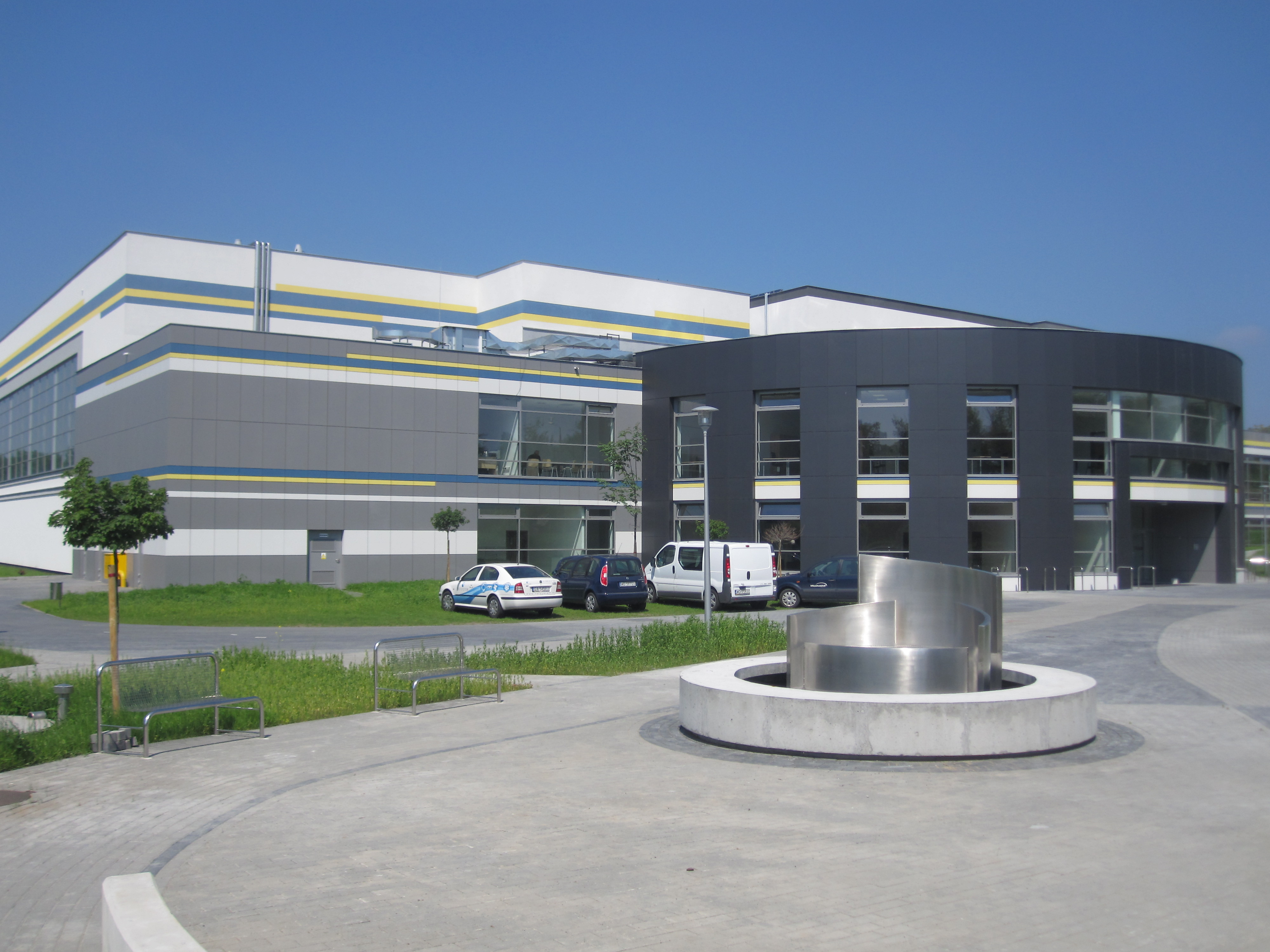
Uniwersyteckie Centrum Sportowe UMK w Toruniu

Toruńskie Anioły Sp. z o.o. (występuje pod nazwą CUK Anioły Toruń) – polski męski klub siatkarski z siedzibą w Toruniu. Został założony w 2021 roku. Od sezonu 2024/2025 występuje w I lidze. Swoje mecze domowe rozgrywa w hali sportowo-widowiskowej SP 28.

## Historia

### Sezon 2020/2021
Współautorem projektu oraz głównym udziałowcem Aniołów został, pochodzący z Kuby, a od 2019 roku reprezentujący Polskę, siatkarz Wilfredo León, który, poza inwestycją w klub, otworzył w Toruniu również swoją akademię pn. „Akademia Wilfredo Leona”. Jego żona Małgorzata została wiceprezesem Aniołów. W zarządzie znaleźli się również bracia Karol i Mateusz Lejmanowie.
Ogłoszenie powstania klubu miało miejsce 4 maja 2021 roku i to tę datę przyjął on za swój jubileusz, niemniej w rzeczywistości powstał już 19 stycznia 2021 roku i wziął udział w rozgrywkach III ligi sezonu 2020/2021. Kadłubowy sezon ligowy, w którym Anioły rywalizowały, na poziomie rozgrywek wojewódzkich, wyłącznie z BKS Chemik Bydgoszcz, torunianie zakończyli na 2. miejscu, a rozgrywki play-off na etapie turnieju półfinałowego. Decyzją PZPS, po spełnieniu wymogów formalnych i przejęciu licencji innego klubu, awansowali jednak do II ligi.

### Sezon 2021/2022
Przed debiutanckim sezonem w rozgrywkach II ligi obiektem domowym Aniołów została hala sportowo-widowiskowa SP 28, natomiast centrum treningowym klubu Uniwersyteckie Centrum Sportowe, należące do Uniwersytetu Mikołaja Kopernika w Toruniu. Klub, poza korzystaniem z bazy UCS, rozpoczął także współpracę z samym Uniwersytetem. Jej przedmiotem zostało m.in. długofalowe budowanie w Toruniu siatkówki męskiej na najwyższym poziomie akademickim (AZS UMK Toruń) i zawodowym. Klub rozpoczął również współpracę sportowo-marketingową ze Skrą Bełchatów, która została klubem partnerskim Aniołów.
Debiutancki sezon w rozgrywkach II ligi klub zakończył na 2. miejscu w tabeli swojej grupy, co dało awans do turnieju półfinałowego. Anioły wygrały ten turniej pokonując MCKiS Jaworzno i AZS Częstochowa oraz przegrywając z BAS Białystok, ale awansowały do turnieju finałowego dzięki lepszemu bilansowi setów.
W nim torunianie wygrali tylko jeden z trzech meczów (z 	Arką Tempo Chełm) i przegrali rywalizację o awans do I ligi z zespołami: BAS Białystok i MKST Astra Nowa Sól.
W sezonie zasadniczym drużyna Aniołów zmierzyła się dwukrotnie w derbach Torunia z AZS UMK Toruń i oba spotkania wygrała – 3:0 i 3:1.

#### Puchar Polski (2021/2022)
I runda wstępna: wolny los
II runda wstępna: Anioły Toruń – Trefl Lębork 3:1 (19:25, 25:19, 25:18, 25:13)
III runda wstępna: Anioły Toruń – Joker Powiat Pilski 1:3 (25:21, 23:25, 18:25, 20:25)

### Sezon 2022/2023
W lipcu 2022 roku sponsorem tytularnym klubu została multiagencja ubezpieczeniowa CUK Ubezpieczenia, w związku z czym od sezonu 2022/2023 drużyna zaczęła występować pod nazwą „CUK Anioły Toruń”.
W ramach przedsezonowych sparingów zespół wystąpił w dwóch turniejach:
- w Toruniu w Turnieju o Puchar Marszałka Województwa Kujawsko-Pomorskiego – w pierwszym meczu pokonał Skrę Bełchatów 3:2[21], a w drugim BAS Białystok 3:0 i zdobył puchar[22],
- w Warszawie w VII Międzynarodowym Turnieju City Volley Cup – w pierwszym meczu pokonał Legię Warszawa 3:1[23], następnie UKS Sparta Grodzisk Mazowiecki 2:1[24] i Black Volley Beskydy 2:1 (sobotnie mecze grane były do dwóch wygranych setów) i wygrał turniej[25].

Łącznie zespół zagrał 12 meczów sparingowych, wygrywając 11 z nich (5 meczów w ww. turniejach i 6 pojedynczych sparingów), a przegrał tylko z Treflem Gdańsk.
W sezonie zasadniczym Anioły wygrały 19 z 20 meczów w grupie 1 II ligi i awansowały do turnieju półfinałowego. Tam torunianie stoczyli dwa pięciosetowe pojedynki – najpierw z wicemistrzem grupy 4 Hutnikiem Kraków, a następnie z wicemistrzem grupy 2, i gospodarzem turnieju, Spartą Grodzisk Mazowiecki. Oba mecze Anioły wygrały 3:2, jednak w trzecim meczu drużyna przegrała z mistrzem grupy 3 AZS-em Częstochowa 0:3 i przegrały awans gorszym bilansem setów.

#### Puchar Polski (2022/2023)
I runda wstępna: wolny los
II runda wstępna: Trefl II Gdańsk – Anioły Toruń 0:3 (15:25, 11:25, 13:25)
III runda wstępna: Anioły Toruń – Avia Świdnik 2:3 (25:20, 24:26, 25:18, 25:27, 10:15)

### Sezon 2023/2024
W rundzie zasadniczej Anioły zapewniły sobie pierwsze miejsce w tabeli już na 4 kolejki przed końcem rundy. W tym momencie toruński klub był jedynym klubem w Polsce bez porażki – licząc wszystkie poziomy męskich rozgrywek ligowych. Stan ten utrzymał się jeszcze przez dwie kolejki, ale ostatnie dwa mecze sezonu zasadniczego Anioły przegrały.
Zadyszka nie rozciągnęła się na rundę play-off, w której torunianie wygrali wszystkie trzy mecze ze Stilonem Gorzów - 3:1 i 3:0 w Toruniu oraz 3:2 w Gorzowie.
Trzy zwycięstwa w trzech meczach odnieśli także pewnie wygrywając turniej półfinałowy: po 3:0 z trzecią drużyną Grupy 4 - Avia Solar Sędziszów Małopolski i ze zwycięzcą Grypy 3 - WKS Wieluń oraz 3:1 z wicemistrzem Grupy 2 - KS Metro Family Warszawa.
Turniej finałowy zorganizowano w Toruniu w dniach 10-12 maja 2024. I już po pierwszych dwóch dniach było wiadomo, że awans zdobyli zwycięzcy z dwóch pierwszych kolejek, czyli Anioły i Klub Sportowy Rudziniec.

#### Puchar Polski (2023/2024)
I runda wstępna: Trefl Gdańsk II – Anioły Toruń 2:3 (12:25, 25:23, 22:25, 25:22, 13:15)
II runda wstępna: Anioły Toruń – BAS Białystok 3:0 (25:19, 25:17, 25:18)
III runda wstępna: Anioły Toruń – UKS Sparta Grodzisk Mazowiecki 3:2 (24:26, 21:25, 25:23, 25:19, 15:12)
IV runda wstępna: Anioły Toruń – Bogdanka Arka Chełm 3:1 (25:23, 17:25, 25:18, 25:18)
Ćwierćfinał: Anioły Toruń – Projekt Warszawa 0:3 (14:25, 18:25, 12:25)

## Bilans sezon po sezonie
| Sezon     | Poziom rozgrywek | Poziom rozgrywek  | Poziom rozgrywek | Miejsce | Punkty | Mecze | Zwycięstwa | Bilans setów | Bilans punktów | Uwagi              |  |
| Sezon     | Liga             | Etap              | Etap             | Miejsce | Punkty | Mecze | Zwycięstwa | Bilans setów | Bilans punktów | Uwagi              |  |
| --------- | ---------------- | ----------------- | ---------------- | ------- | ------ | ----- | ---------- | ------------ | -------------- | ------------------ |  |
| 2020/2021 | III liga         | Roz. woj. (KPZPS) | 2/2              | 2/2     | 3      | 2     | 1          | 4-5          | 189:204        | Awans decyzją PZPS |  |
| 2020/2021 | III liga         | Tur. półfinałowy  | 4/4              | 4/4     | 3      | 3     | 0          | 1-9          | 195:250        |                    |  |
| 2021/2022 | II liga          | Grupa I           | 2/12             | 2/12    | 58     | 22    | 20         | 62-18        | 1898:1597      |                    |  |
| 2021/2022 | II liga          | Tur. półfinałowy  | 1/4              | 1/4     | 5      | 3     | 2          | 7-3          | 248:217        |                    |  |
| 2021/2022 | II liga          | Tur. finałowy     | 3/4              | 3/4     | 4      | 3     | 1          | 6-6          | 254:264        |                    |  |
| 2022/2023 | II liga          | Grupa I           | 1/11             | 1/11    | 55     | 20    | 19         | 59-14        | 1733:1392      |                    |  |
| 2022/2023 | II liga          | Tur. półfinałowy  | 3/4              | 3/4     | 5      | 3     | 2          | 6-7          | 294:287        |                    |  |
| 2023/2024 | II liga          | Grupa I           | Faza zas.        | 1/12    | 1/12   | 57    | 22         | 20           | 61-18          | 1884:1535          |  |
| 2023/2024 | II liga          | Półfinał          | 1/2              | –       | 1/12   | 3     | 3          | 9-3          | 264:220        |                    |  |
| 2023/2024 | II liga          | Tur. półfinałowy  | 1/4              | 1/4     | 6      | 3     | 3          | 9-1          | 251:207        |                    |  |
| 2023/2024 | II liga          | Tur. finałowy     | 1/4              | 1/4     | 6      | 3     | 3          | 9-3          | 291:252        |                    |  |
| 2024/2025 | I liga           | Faza zas.         | 11/15            | 11/15   | 38     | 28    | 12         | 53:60        | 2483:2536      |                    |  |
| 2025/2026 | I liga           | Faza zas.         | /16              | /16     |        |       |            |              |                |                    |  |

Poziom rozgrywek:
     najwyższy ogólnokrajowy
     drugi
     trzeci
     czwarty

## Trenerzy
| Imię i nazwisko    | Okres pełnienia funkcji | Okres pełnienia funkcji |
| ------------------ | ----------------------- | ----------------------- |
| Sebastian Tylicki  | 22.06.2021              | 19.05.2023              |
| Krzysztof Stelmach | 22.05.2023              | 04.12.2024              |
| Marcin Kryś        | 05.12.2024              |                         |

## Skład

### Sezon 2025/2026
| Nr | Imię i nazwisko        | Data ur.   | Wzrost | Pozycja      |
| -- | ---------------------- | ---------- | ------ | ------------ |
| 2  | Łukasz Kalinowski      | 27.09.1995 | 196    | przyjmujący  |
| 3  | Maciej Krysiak         | 07.01.1999 | 192    | przyjmujący  |
| 6  | Konrad Jankowski       | 29.06.2002 | 204    | środkowy     |
| 7  | Adrian Andruszkiewicz  | 08.09.2003 | 191    | przyjmujący  |
| 8  | Adam Surgut            | 23.12.1996 | 195    | przyjmujący  |
| 9  | Luis Paolinetti        | 21.10.2000 | 197    | atakujący    |
| 10 | Jakub Skadorwa         | 29.08.1998 | 195    | atakujący    |
| 13 | Błażej Podleśny        | 13.09.1995 | 190    | rozgrywający |
| 15 | Markus Kosian          | 10.03.2000 | 201    | środkowy     |
| 17 | Łukasz Tynecki         | 22.03.2007 | 187    | libero       |
| 22 | Łukasz Sternik         | 03.03.1996 | 198    | rozgrywający |
| 27 | Robert Brzóstowicz     | 24.06.1996 | 200    | środkowy     |
| 33 | Mateusz Podborączyński | 16.02.1998 | 184    | libero       |
| 95 | Kamil Urbańczyk        | 08.02.2005 | 204    | środkowy     |

### Obcokrajowcy w zespole
| Lata gry  | Imię i nazwisko | Pozycja   |
| --------- | --------------- | --------- |
| 2022–2025 | Isbel Mesa      | środkowy  |
| 2024      | Germán Johansen | atakujący |
| 2025–     | Luis Paolinetti | atakujący |

## Siatkówka plażowa
W 2023 roku torunianie po raz pierwszy mieli swoją reprezentację w rozgrywkach siatkówki plażowej. Duet Mateusz Podborączyński i Adam Lorenc zdobył wicemistrzostwo Polski. W kolejnym roku Podborączyński stworzył duet z Pawłem Malickim.

### Zawodnicy
| Rok  | Zawodnicy                              |
| ---- | -------------------------------------- |
| 2023 | Adam Lorenc / Mateusz Podborączyński   |
| 2024 | Paweł Malicki / Mateusz Podborączyński |

### Sukcesy
Mistrzostwa Polski:
- 2. miejsce (1x): 2023